# Оглесбі (Техас)
Оглесбі (англ. Oglesby) — місто (англ. city) в США, в окрузі Кор'єлл штату Техас. Населення — 441 особа (2020).

## Географія
Оглесбі розташоване за координатами 31°25′7″ пн. ш. 97°30′40″ зх. д. / 31.41861° пн. ш. 97.51111° зх. д. (31.418618, -97.511218).  За даними Бюро перепису населення США у 2010 році місто мало площу 1,28 км², уся площа — суходіл.

## Демографія
Згідно з переписом 2010 року, у місті мешкали 484 особи в 188 домогосподарствах у складі 118 родин. Густота населення становила 377 осіб/км².  Було 207 помешкань (161/км²).
Расовий склад населення:
| - 87,0 % — білих - 1,0 % — чорних або афроамериканців - 11,0 % — осіб інших рас |

До двох чи більше рас належало 1,0 %. Частка іспаномовних становила 18,8 % від усіх жителів.
За віковим діапазоном населення розподілялося таким чином: 26,2 % — особи молодші 18 років, 60,0 % — особи у віці 18—64 років, 13,8 % — особи у віці 65 років та старші. Медіана віку мешканця становила 38,0 року. На 100 осіб жіночої статі у місті припадало 92,8 чоловіків;  на 100 жінок у віці від 18 років та старших — 87,9 чоловіків також старших 18 років.
Середній дохід на одне домашнє господарство  становив 52 596 доларів США (медіана — 49 531), а середній дохід на одну сім'ю — 58 838 доларів (медіана — 51 667). Медіана доходів становила 35 972 долари для чоловіків та 23 906 доларів для жінок. За межею бідності перебувало 23,4 % осіб, у тому числі 50,0 % дітей у віці до 18 років та 8,0 % осіб у віці 65 років та старших.
Цивільне працевлаштоване населення становило 251 особа. Основні галузі зайнятості: освіта, охорона здоров'я та соціальна допомога — 23,5 %, виробництво — 22,7 %, будівництво — 10,4 %, роздрібна торгівля — 9,6 %.